# Bartolomeo Bon

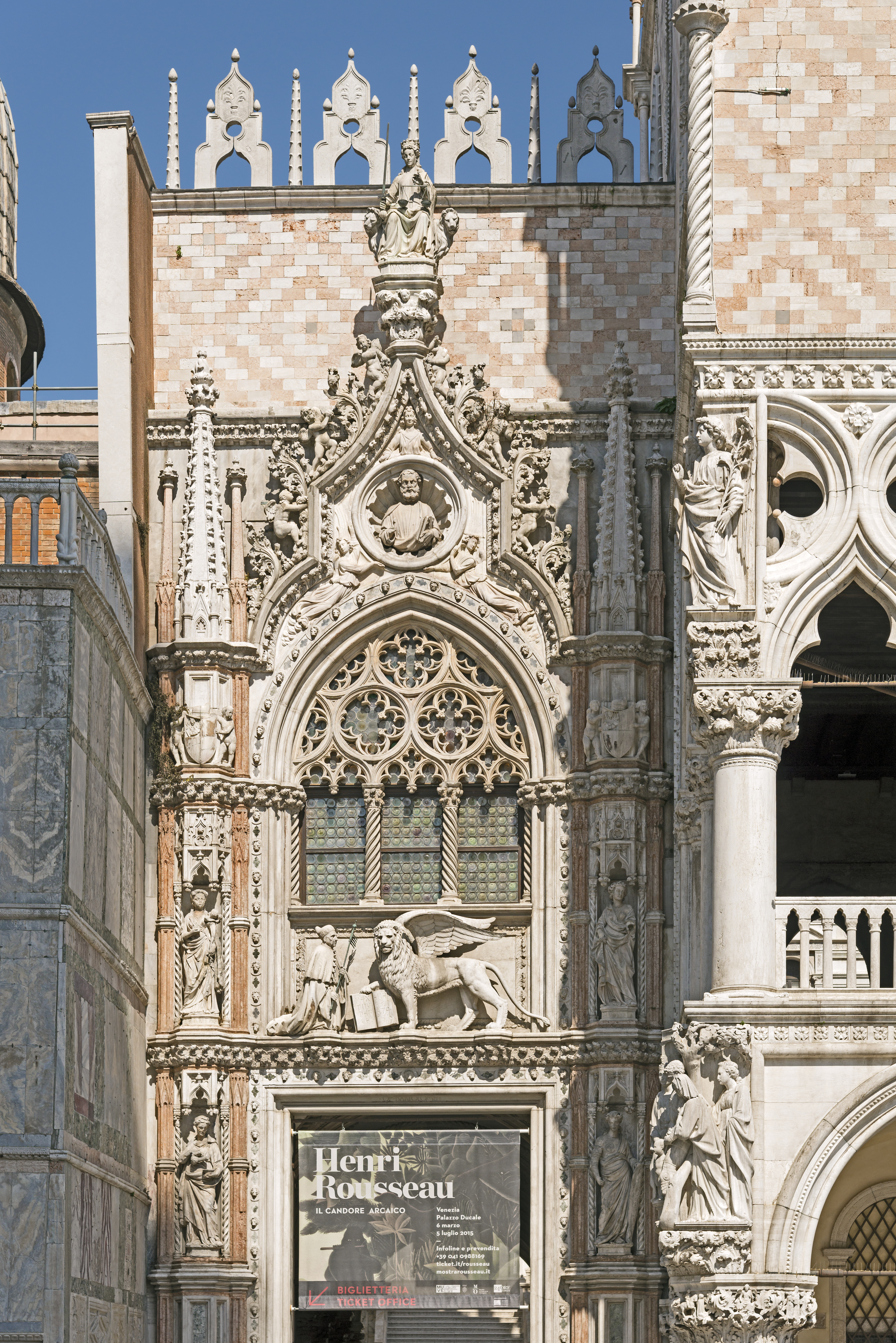
Reliëf van de Porta della Carta

Bartolomeo Bon (ook gespeld als 'Bartolommeo' en 'Buon'; overleden na 1464) was een Italiaanse beeldhouwer en architect uit Campione d'Italia.
Samen met zijn vader Giovanni werkte hij in Venetië. Ze ontwierpen de decoratie van de beroemde gotische Ca' d'Oro in de periode 1424-1430,  en de marmeren deur van de Basilica di Santa Maria Gloriosa dei Frari. Zij waren ook belast met de bouw van de Porta della Carta (Deur van Papier) van de Basiliek van San Marco (1438-1442).
Bartolomeo werkte ook aan een portaal van de Scuola Grande di San Marco (de lunet is nu te bezichtigen in het Victoria and Albert Museum in Londen), aan  het portaal van de San Polo-kerk en de Foscari-boog van het Dogepaleis.
- Bibliothèque nationale de France: cb11964137p (data)
- Gemeinsame Normdatei: 132690438
- International Standard Name Identifier: 0000 0000 8013 1529
- Library of Congress Control Number: n78052915
- Nederlandse Thesaurus van Auteursnamen: 070333130
- RKD-Nederlands Instituut voor Kunstgeschiedenis: 129178
- Système universitaire de documentation: 027643328
- Union List of Artist Names: 500006625
- Virtual International Authority File: 120788614
- WorldCat: E39PBJrgGhBxGHpy7HTDCKBpT3